# Książęta świdnicko-jaworscy

## Książętajaworsko-świdniccy
Z księstwa legnickiego
| 1273–1278       | Henryk V Brzuchaty (syn Bolesława II Rogatki, 1273–1278 Jawor, 1278–1296 w Legnicy, 1290–1296 we Wrocławiu)                                      |
| 1278–1301       | Bolko I Surowy (brat, od 1278 w wyniku podziału księstwo jaworskie (1281–1286 bez Lwówka), od 1291 Świdnica, Regent Wrocławia i Legnicy od 1296) |
| 1278–1286       | Bernard Zwinny (brat, do 1281 współrządy z Bolkiem I, w 1281 w wyniku podziału Lwówka Śląskiego)                                                 |
| 1301–1326       | Bernard (syn Bolka I, od 1312 w wyniku podziału w Świdnicy i Ziębicach, od 1322 tylko w Świdnicy)                                                |
| 1301–1346       | Henryk I (brat, od 1312 w wyniku podziału w Jaworze)                                                                                             |
| 1301–1305       | Herman Brandenburski (wuj, regent) |
| 1326–1368       | Bolko II Mały (syn Bernarda, Świdnica, od 1346 w Jaworze, od 1364 Łużyce, od 1358 w połowie Brzegu i Oławy, od 1359 w Siewierzu)                 |
| ok. 1334–1343/5 | Henryk II (brat, współrządy) |
| 1368–1392       | Agnieszka Habsburg (żona Bolka II Małego, Świdnica i Jawor)                                                                                      |
| od 1392         | Jawor i Świdnica do korony czeskiej |